# Muzică popcorn
Popcorn este un subgen al muzicii dance care a luat naștere în România la sfârșitul anilor 2000. Este inspirat de Europop și dance-pop, având ritmuri house și trance, precum și tempo-uri rapide. Aranjamentul se caracterizează prin utilizarea de sintetizatoare cu sincopă redate în staccato, și alămuri. Instrumente precum acordeonul au fost în cele din urmă incluse în mai multe melodii popcorn, care au fost cel mai frecvent interpretate în limba engleză.
În România, muzica dance a început să crească în popularitate în scena underground după căderea regimului comunist Ceaușescu în 1989. De atunci, stațiunea Mamaia s-a impus ca un loc de întâlnire pentru DJ internaționali. Intrarea României în Uniunea Europeană în 2007 a facilitat contactul muzicienilor și compozitorilor locali cu muzica internațională. Unul dintre primele exemple de muzică popcorn este piesa „Sexy Thing” (2008) a lui David Deejay și Dony. Este inclusă pe albumul lor de studio Popcorn din 2010, după care este numit genul.
Trio-ul de producție Play & Win a fost, de asemenea, implicat în dezvoltarea genului și a lucrat la piese pentru Akcent și Inna, printre alții. Piesa „Hot” (2008) a acesteia din urmă a cunoscut succesul comercial în Europa, și a fost inclusă în albumul ei din 2009 cu același nume, care a inclus mai multe alte melodii popcorn de succes. Genul a devenit în cele din urmă mainstream la nivel internațional, cu „Stereo Love” de Edward Maya și Vika Jigulina, și „Mr. Saxobeat” de Alexandra Stan dezvoltându-se notabil în single-uri de succes la nivel mondial. La acea vreme, muzica popcorn era unul dintre cele două valuri principale de muzică comercială din România, alături de hip-hop. Popularitatea muzicii popcorn a scăzut după începutul anilor 2010. Alți artiști notabili includ: Andreea Bănică, Alex Mica, Antonia, Deepcentral, Deepside Deejays, DJ Project cu Ellie White și Giulia, DJ Sava și Raluka, Emil Lassaria și Caitlyn, Fly Project, Mossano, Morandi, Morris, Nick Kamarera, Radio Killer, Sunrise Inc., Tom Boxer.